# Чоростецки, Лара Джин
Ла́ра Джин Чоросте́цки (англ. Lara Jean Chorostecki, род. 24 сентября 1984, Брамптон, Онтарио) — канадская актриса. Наиболее известна по роли Фредди Лаундс в телесериале «Ганнибал».

## Биография
Чоростецки родилась в семье сотрудника банка и учительницы французского. У неё польские и шотландские корни. У актрисы есть брат. Чоростецки заинтересовалась актёрским мастерством в возрасте восьми лет, когда увидела мюзикл «Отверженные».
На протяжении нескольких лет она играла на Стратфордском шекспировском театральном фестивале. Чоростецки стала самой молодой актрисой, принятой в Бирмигскую консерваторию в Стратфорде, Онтарио. Также она получила степень по классическому актёрскому мастерству в Центральной школе речи и драмы в Лондоне, Англия.

## Личная жизнь
Она увлекается поэзией.

## Фильмография

### Кино
| Год  | Название на русском | Название на английском      | Роль   | Примечания      |
| ---- | ------------------- | --------------------------- | ------ | --------------- |
| 2008 |                     | Loving Loretta              | Триш   | Короткометражка |
| 2012 | Антивирус           | Antiviral                   | Мишель |                 |
| 2012 |                     | Please Kill Mr. Know It All | Салли  | [ 8 ]           |
| 2015 |                     | Renaissance                 | Крис   |                 |
| 2016 |                     | The Masked Saint            | Мишель |                 |
| 2016 |                     | Barn Wedding                | Джеки  |                 |

### Телевидение
| Год     | Название на русском                     | Название на английском                         | Роль             | Примечания                                |
| ------- | --------------------------------------- | ---------------------------------------------- | ---------------- | ----------------------------------------- |
| 2004    | Доктор                                  | Doc                                            | Дина             | Эпизод "Breaking Away"                    |
| 2006    | 72 часа: Настоящее преступление         | 72 Hours: True Crime                           | Пэм Констабл     | Эпизод "Frenzy"                           |
| 2007    | Деграсси: Следующее поколение           | Degrassi: The Next Generation                  | Молли            | Эпизод "Free Fallin': Part 2"             |
| 2007    | Рокси Хантер и секрет мрачного призрака | Roxy Hunter and the Mystery of the Moody Ghost | молодая Эстель   | ТВ фильм                                  |
| 2008    | Чарли и я                               | Charlie & Me                                   | взрослая Кейси   | ТВ фильм                                  |
| 2009    | Читающий мысли                          | The Listener                                   | Майя             | Второстепенная роль; 9 эпизодов           |
| 2009    | Граница                                 | The Border                                     | Ким Нортон       | Эпизод "Dark Ride"                        |
| 2010    | Дело Дойлов                             | Republic of Doyle                              | Эмма             | Эпизод "The Return of the Grievous Angel" |
| 2010    |                                         | Dan for Mayor                                  | Чарли            | Второстепенная роль; 13 эпизодов          |
| 2010    | Девятнадцатая жена                      | The 19th Wife                                  | Энн Элиза Янг    | ТВ фильм                                  |
| 2011    | Камелот                                 | Camelot                                        | Бриджет          | Второстепенная роль; 7 эпизодов           |
| 2012    | Красавица и чудовище                    | Beauty and the Beast                           | Айрис            | Эпизод "All In"                           |
| 2012–13 | Легавый                                 | Copper                                         | Сибил О’Брайен   | Второстепенная роль; 6 эпизодов           |
| 2013    | Зов крови                               | Lost Girl                                      | Янка             | Эпизод "Of All the Gin Joints"            |
| 2013–15 | Ганнибал                                | Hannibal                                       | Фредди Лаундс    | Второстепенная роль; 13 эпизодов          |
| 2014    | Хейвен                                  | Haven                                          | Эми Поттер       | Эпизоды "Exposure" и "Nowhere Man"        |
| 2015    | Лагерь Х                                | X Company                                      | Кристина Брилэнд | Главная роль; 8 эпизодов                  |